# Cuba City
Cuba City is een plaats (city) in de Amerikaanse staat Wisconsin, en valt bestuurlijk gezien onder Grant County en Lafayette County.

## Demografie
Bij de volkstelling in 2000 werd het aantal inwoners vastgesteld op 2156. In 2006 is het aantal inwoners door het United States Census Bureau geschat op 2064, een daling van 92 (-4,3%).

## Geografie
Volgens het United States Census Bureau beslaat de plaats een oppervlakte van 2,8 km², geheel bestaande uit land. Cuba City ligt op ongeveer 308 m boven zeeniveau.

## Plaatsen in de nabije omgeving
De onderstaande figuur toont nabijgelegen plaatsen in een straal van 20 km rond Cuba City.